# 約翰內斯·司各特·愛留根納
约翰内斯·司各特·爱留根纳（英語：John Scotus Eriugena，Johannes Scotus Erigena，815年？月？日—877年？月？日），又称愛留根納（Eriugena）是愛爾蘭的哲學家與神學家。他因為譯註亞略巴古的偽丟尼修的著作而廣為人知。愛留根納的思想注重邏輯的完整，常會將神學命題推向邏輯的極端，而違反了西方教會政體和教牧的需要，因此其著作從中世紀直至近代，不斷受到教會的譴責。

## 命自
“愛留根納”是他用來簽名的名稱，因此一般認為是他的姓氏，此詞代表生於愛爾蘭。“斯考特”在中世紀是拉丁文的凯尔特人。因此他的名稱便是，"生於愛爾蘭的凯尔特人約翰。"

## 出生地
艾留根納的誕生地曾引起爭議，威爾斯的埃里烏文（Eriuven）和蘇格蘭的艾爾（Ayre）都聲稱擁有這一榮譽，並有各自的支持者。然而，現今普遍接受的觀點是愛爾蘭是他的出生地。所有的證據都指向這一結論，顯示當時的同代人戲謔他從愛爾蘭到法國，不僅指的是他在聖島接受教育，也意味著愛爾蘭是他的故鄉。儘管人們對司各脫的涵義有疑問，但對於艾留根納這個姓氏的含義卻是清晰無疑的。

## 生活
約翰內斯·斯科特斯·艾留根納（Johannes Scotus Eriugena）在愛爾蘭接受教育。約845年，應加洛林國王禿頭查理的邀請，他移居到法國。他接替加洛林文藝復興時期的著名學者約克的阿爾昆（Alcuin of York，735-804），並擔任皇宮學校校長。

## 有關預定的神學爭議
艾留根納首次引起歷史關注是在應對薩克遜修士戈特斯卡爾克（Gottschalk）的論著時，由法國兩位主教─朗斯大主教辛克馬爾（Hincmar of Rheims）和拉翁主教帕杜盧斯（Pardulus of Laon）委託。戈特斯卡爾克是蘇瓦松教區奧貝修道院的神父，他解釋聖奧古斯丁的教導，主張“雙重預定”或“雙重命運”（gemina praedestinatio），即將選民預定到天堂，將被詛咒者預定到地獄。辛克馬爾擔心戈特斯卡爾克的觀點吸引了有影響力的支持者，於是聘請艾留根納寫一篇有力的反駁文章。
艾留根納的回應《神聖預定》（De divina praedestinatione，約851年）是對戈特斯卡爾克的堅決反駁。這篇論著包含十九章節，是唯一保存下來的手抄本。在文章中，艾留根納通過訴諸上帝的統一、卓越和善的特性，拒絕了任何對邪惡的神聖預定。雖然聲稱是對奧古斯丁文本的解釋，但這篇早期的神學論著在哲學上有著重要的意義。它透過理性主義、辯證分析了關鍵的神學概念，並依賴論據而非經文引用。
在論著中，艾留根納引用奧古斯丁的《真正的宗教》，聲稱“真正的哲學就是真正的宗教，反之亦然”。他進一步主張，哲學包含四個主要部分─劃分、定義、演繹和解析，追求這種四重推理方法將引導到真理。將辯證視為通往真理的途徑是艾留根納當時哲學的一個持續主題，也是當時同代人所認可的。
在《神聖預定》中，艾留根納主張上帝是完美的善，祂希望所有人都能得救，並且不預定靈魂墮入詛咒。艾留根納強調上帝的存在即是祂的意願，同時指出“沒有任何必然約束上帝的意志”。相反，艾留根納認為人類是透過自己的自由選擇使自己墮入詛咒的，他表示：“罪惡、死亡、不幸並非來自上帝”。
由於上帝超越時間，無法被歸因於時間性的述語，因此不能說祂有預知或預定。此外，艾留根納認為，如果上帝的存在即是祂的智慧，那麼只能說上帝擁有單一的知識，無法歸因於祂“雙重”的預定。
另一方面，艾留根納強調人類的本性是理性的，而理性需要自由。因此，他認為人類的本質從根本上是自由的：“因為上帝在人中創造的不是一個被囚禁的意志，而是一個自由的意志，這種自由在罪惡之後仍然存在”（《神聖預定》4.6）。这一觀點強調了人類自由意志在面對罪惡後依然存在的重要性。

## 自然的四部分
《Periphyseon》共分為五冊，以一位學生向老師提問的形式呈現，這種形式被艾留根納視為人類尋求知識和救贖的一種隱喻，猶如門徒們圍繞聖言追求理解一樣。這場探求的核心在於理解所有存在（有形與無形）之間的關係，以及在存在的範疇內，創造者和被創造物之間的聯繫。
艾留根納將可以言說的事物（自然）劃分為四個部分：（1）未受造而具有創造力的上帝，（2）其相對應的，未受造而無創造力的虛無；（3）被創造而具有創造力的原初原因，以及（4）其相對應的，被創造而無創造力的物質宇宙。第二和第三部分是由上帝發出的，它們的命運最終在聖言成肉身中實現，歸於上帝。艾留根納稱這一過程為神化（deificatio，即神性）。雖然這一觀點使一些現代讀者視他為一位泛神論者，然而，這種指控未能注意到他對上帝與創造物之間距離的看法，以及他對創造物從虛無中被創造的傳統的關注——這在他對教父創造記的詮釋中得以體現。

## 影響
艾留根納以他獨具獨創性的思辨自由和對宇宙建構的大膽探索而聞名。他的著作標誌著由古老的柏拉圖主義哲學轉向後來的經院哲學的轉變。在他看來，哲學並非僅僅是神學的附庸。雖然後來的經院作家經常提及有關哲學與宗教之間的本質同一性的論點，但其實際涵義取決於選擇將同一性視為基本或首要的哪個術語。
對於艾留根納而言，哲學或理性是首要的，它是原始的；而權威或宗教僅次要、派生的。他的思想深受神秘主義者的啟發，而非邏輯學家，但他卻是負責喚醒波伊提烏斯死後在西歐一直處於休眠狀態的哲學思想復興的先驅之一。艾留根納的理念對後來的哲學發展產生了深遠的影響，特別是在宗教哲學和中世紀哲學的領域中。他挑戰傳統觀念，以獨特而深刻的方式探討宇宙和存在的奧秘，為後來的哲學家提供了啟發和參考。

## 作品
Periphyseon (The Division of Nature, 862-866)